# リーフ語
リーフ語（リーフご、リーフ語:Tamazight Tarifit）は、アフロ・アジア語族のベルベル語派に属する言語である。リフ語、タリフィット語、タリフィート語、北部シルハ語とも呼ばれる。モロッコ北東部地中海沿岸のリーフ山脈一帯で話されている。
極東タリーフィート語・東部タリーフィート語・西部タリーフィート語に細分化するが、この地域全体としてのベルベル語方言間ではコミュニケーションが可能。また、西部タリーフィート語地域のさらに西側には、アラビア語とタリーフィート語の二重言語併用地帯である。

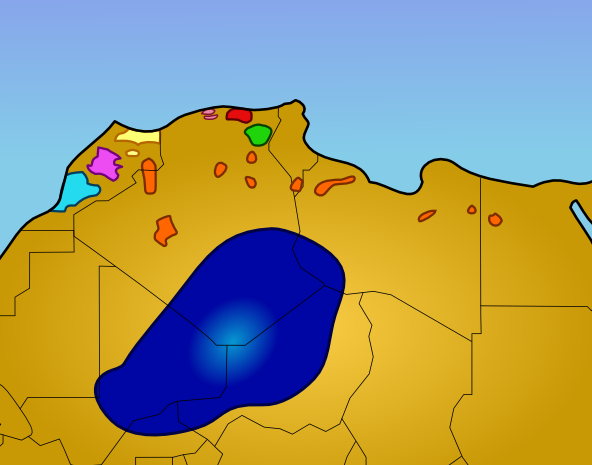
北アフリカにおけるベルベル語の分布
シルハ語
中央アトラス・タマジクト語
リーフ語
オアシスグループ
シェヌア語
カビル語
シャウィーア語
トゥアレグ語

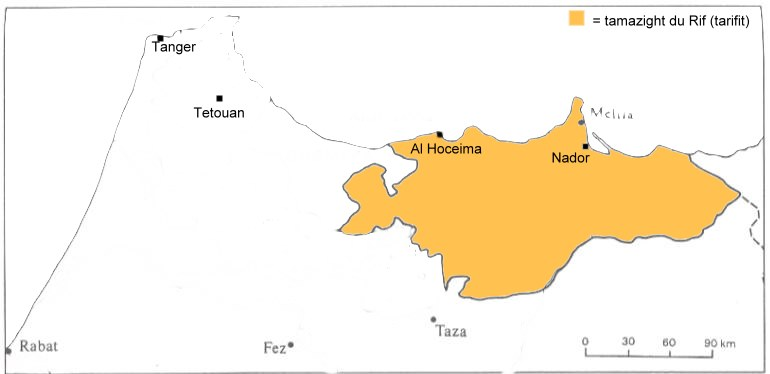
モロッコ北部のリーフ語使用地域

| シルハ語 中央アトラス・タマジクト語 リーフ語 オアシスグループ | シェヌア語 カビル語 シャウィーア語 トゥアレグ語 |

## リーフ語の文字表記
リーフ地方のベルベル人は従来のベルベル文字を使用せず、もっぱらアラビア文字を使用してきた。しかしながら、その表記法には一定の規則はなく、各人が様々な方法で話し言葉をアラビア文字化している。
タリーフィート語の表記についてメクレラン IIIは、IRCAM公認の現行のティフナグ文字の外に、ネオ・ティフィナグ文字やトアレグ・ティフィナグ文字のバリアから複数の文字を併用すると記した。

## 母音と子音

### 母音
独立母音としての基本母音は、/a/ /i/ /u/の三つであるが、これらは隣接音の影響を被って様々な異音として現れる。
母音/e/
- 補助母音/e/
  - 子音の三連続（時に二連続）を避けるために、発音上補助母音/e/が挿入される。
  - ámmən　 「そのように」

- [ə］から転じた/e/の扱い
  - 補助母音の位置にアクセントが移動することがある。この際は/ə/としてはっきり発音される。
  - erzem　「(君は）それを開けなさい」

- /e/の母音交換
  - /e/は隣接母音の影響を被り、様々な母音に移行する
    - -/'/, /y/, /w/との隣接の際に同化

  - ｙés→yís　「馬」

- /r/に先行する/e/は/a/に移行
  - erabbi→arabbi　「神」

- その他の喉頭音、気息音との接触の際に、/e/は/a/に移行する傾向がみられるが、/r/との時ほど顕著な/a/は現われない
  - exseġ→exsaġ　「私は欲する」

- 地域によっては、/e/が硬口蓋音/k/や/g/(時には軟口蓋音/q/, /x/）との接触で/i/に移行する
  - exsi→ixsi　「(君は）取りなさい」

母音/i
/i/は/'/や/r/に先行する際、調音点が/e/と/a/の中間点[æ］に移行する。
- ṯira→ṯæra　「文字（複数）」

母音/u/
/u/のバリエーションとして[o］があり、同様に/r/や/'/との隣接の際の異音として機能する。
- uhran→ohran　「オラン（地名）」

### 子音
'/'/ > /ḥ/（無声音化）
Kelaia及び一連のカビーリ部族において、女性単数名詞の語尾/ṯ/の前に見られる。
- ṯareqqi'ṯ→ṯareqqiḥṯ　「修繕」

/b/ >/f/(唇歯音化）
女性単数名刺の語尾尾/ṯ/の前に見られ、東部タリーフィート語で顕著。
- ṯaqsebṯ 〜 ṯaqsefṯ　「城、要塞」
- /t/, /ṯ/, /ṭ/, /d/, /ḏ/の間の相互交換
- 口蓋音の/g/, /y/, /k/, /q/, /x/の間の相互交換
- 軟口蓋音/ġ/, /q/, /x/ の間の相互交換
- /n/に後続する/ŗ/は、相互同化により/ll/として口蓋化する場合がある
  - n-eṛ mexzen→enll-mexzen　「政府の」

/s/は母音との接触の際、西部タリーフィート語では有声化して/z/になることがある
- seḏara'→zeḏara'　「上に」

母音/u/と半子音/w/との組み合わせにおいて、後方の半子音/w/の重複は/gg/または/kk/に移行する
- aḏuwwa→aḏugga　「義父、義兄」

硬口蓋破裂音/ž/は西部方言で破裂音化し、東部方言では半母音/y/に移行する
- ṯamežera→ṯameyra　「収穫」

## 文法とその特徴

### 名詞
男性名詞は通常語頭に/a-/を有することで特徴づけられる。一方、女性名詞は男性名詞に/ṯ/を接尾辞および接頭辞として加える。
- áfrox「男の子」　 ṯáfroxṯ「女の子」

名詞の格変化
リーフ語の名詞は全てのものが、独立格および従属格の二つの形態を有する。独立格が辞書に現れる形態であるのに対し、従属格とは名詞が文中で他の語との依存関係にあるときに現れる形態である。

### 形容詞
リーフ語の形容詞は、名詞に後置され名詞を修飾する。しかし、前方の名詞が不定名詞である際には、接辞（男性名詞との接続には/ḏ-/、女性名詞との接続には/et-/）を伴う。

### 動詞
- 規則動詞と不規則動詞がある
- 直接法と間接法がある

直接法の時制には、現在形・過去形・未来形があり、それぞれ単数と複数を区別する
- 単数形の活用は、一人称（共通）・二人称（共通）・三人称男性・三人称女性
- 複数形の活用は、一人称（共通）・二人称男性・二人称女性・三人称男性・三人称女性

直接法の人称には、無人称と呼ばれるものがある。現在形・過去形・未来形の三つに区別されるが、それぞれの時制は人称や性、数による活用をもたない。唯一に形態を有することから「分詞」と呼ばれることもある。
- 命令法は二人称に対する形態のみ。単数の形態は共通だが、複数においては男女を区別する。
- 形態的には過去刑の動詞が、意味上は現在の事柄に言及することができる。この用法をもつのは、主に状態に言及する動詞。

現在進行形「～している」という概念は、直接法現在形が兼ねている。

### 動詞の派生形
語根に一連の接頭辞を添加することで異なった意味をもつ派生動詞となる。
- 基本型（原型）
- 第II型　/s-/
- 第III型　/n-/
- 第IV型　/m-/
- 第V型　/tuá-/
- 第VI型　基本動詞に第II型から第V型の接頭辞のうちいずれか2つを添加

### 直接目的語の位置
他動詞は通常直接目的語の前に置かれるが、強調の概念を示す際に直接目的語が他動詞に先行することがある。その際には、強調される語句のあとに接辞/ai/を挿入（強調の接辞）。

### 関係代名詞
名詞の後に無人称を分詞とした句を形容詞的に添加する。

### 強調構文
無人称分詞に、強調の接辞/ai/または/i/を加える。

## 代表的なあいさつ表現
- ṣbaḥ lxir 「おはよう」
- ms: lxir 「こんにちは/こんばんは」
- ns ilman 「おやすみ」
- 'la xir 「お元気で」

## 方言
- アルゼウ方言
- イズナセン方言（ベニ・スナッセン方言）
- Igzennaian
- ウリゲル方言

### 定期刊行物
- 堀内正樹（著）、朝日新聞社（編）「（41）ベルベル語」『朝日ジャーナル Asahi journal』、朝日新聞社、1984年、51-、ISSN 0571-2378、国立国会図書館書誌ID:000000039816、NDLJP:1868647。
  - 第26巻第15号（通巻1314号、昭和59年4月13日)-第34巻第23号（通巻1751号）1992年6月30日臨時増刊。
- 『月刊言語』、大修館書店、1972年、ISSN 0287-1696、NCID AN00076994、国立国会図書館書誌ID:000000007089。21cm。言語。別冊あり。1972年-2009年、1巻1号（1972年4月）-38巻12号（通号461号、2009年12月号）。
- 『創価人間学論集』、創価大学人間学会、2008年、ISSN 1882-7942、NCID AA12332998、国立国会図書館書誌ID:000009259033。21cm。第1巻（2008年3月）-7号（2014年3月）。掲載誌別題：『Collected papers of the humanities, Soka University』。
  - 石原 忠佳「北アフリカ史の中のベルベル語 : 言語的側面からの検証（1）」第5巻、2012年3月、国立国会図書館書誌ID:023770589。
  - 石原 忠佳「北アフリカ史の中のベルベル語 : 言語的側面からの検証（2）」第6巻、2013年3月、国立国会図書館書誌ID:024741993。

### 注
1. ↑  MeClelland III著作の目次。
  - Foreword（序文）・Preface（はじめに）・Acknowledgements （謝辞）
  - List of Figures（挿し絵一覧）・List of Tables（表一覧）・List of Abbreviations and Symbols（略語と記号一覧
  - Introduction（概論）
  - General （一般）
  - Phonology（音韻論）
  - Morphology（形態論）
  - Syntax（統語論）
  - Discourse pragmatics and clause structure（談話語用論と節構造）
  - Interrelations of syntax, pragmatics and story structure（統語論、語用論、物語構造の相互関係）
  - A final word（結びの言葉）
  - Tarifit Berber-English Dictionary（Tarifit ベルベル語-英語辞典）
  - Bibligraphy（参考文献）
  - Index（索引）